# Deiringsen

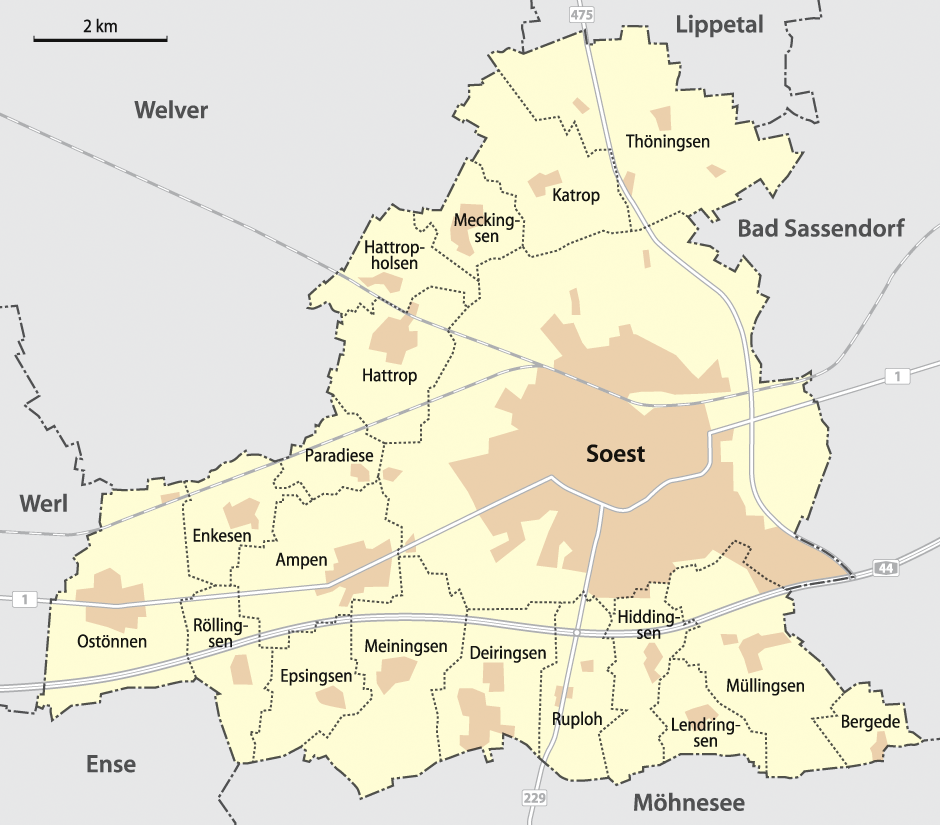
Soest und seine Ortsteile

Deiringsen ist ein Stadtteil von Soest in Nordrhein-Westfalen.
Das Dorf liegt südwestlich der Stadt Soest am Nordhang des Haarstrangs in der Soester Börde. Durch den Ort führt die Kreisstraße 20. Im Norden liegt die Bundesautobahn 44.

## Geschichte
Erstmals urkundlich erwähnt wurde Deiringsen im Jahre 1293 mit dem Ortsnamen Deyerinchusen. Archäologische Funde lassen auf eine Besiedlung schon im 3. Jh. v. Chr. schließen. Im 14. Jahrhundert gehörte das Dorf zur Freigrafschaft Rüdenberg. 
Am 1. Juli 1969 wurde Deiringsen nach Soest eingemeindet.

## Einwohnerentwicklung
Durch die Ausweisung von neuen Wohngebieten kam es zu einem starken Bevölkerungsanstieg.
| Jahr | Ew.  |
| ---- | ---- |
| 1933 | 264  |
| 1939 | 244  |
| 1953 | 331  |
| 1961 | 320  |
| 1998 | 1423 |
| 2005 | 1380 |
| 2008 | 1331 |